# Disogmus areolator
Disogmus areolator är en stekelart som först beskrevs av Alexander Henry Haliday 1839.  Disogmus areolator ingår i släktet Disogmus, och familjen svartsteklar. Arten är reproducerande i Sverige.

## Bildgalleri

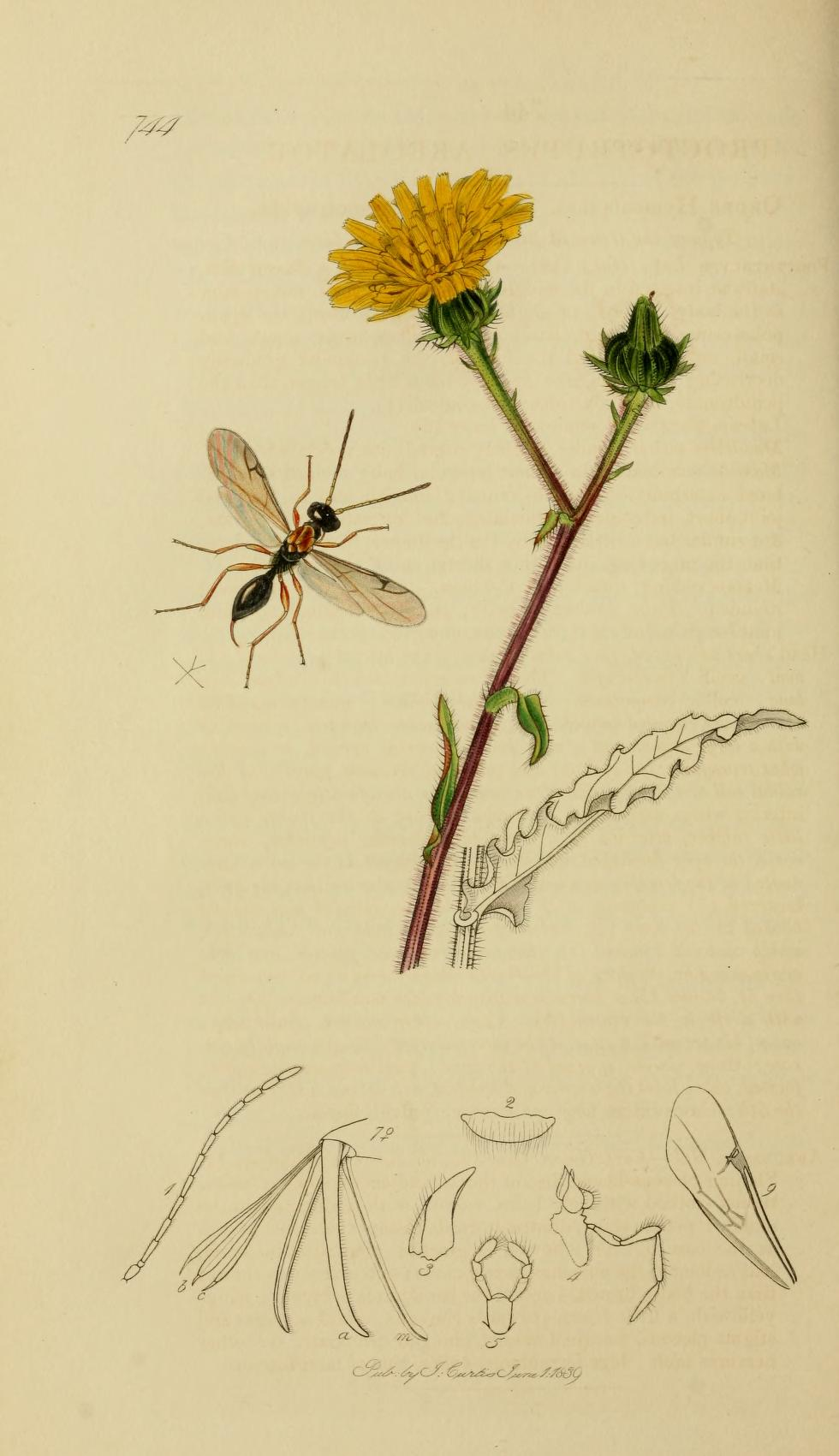